# 돈 섕크스
돈 섕크스(영어: Don Shanks, 1950년 2월 26일 ~ )는 미국의 스턴트 배우이다.
마쿠핀군에서 태어났다.

## 영화
- 스머더드 (2016년)
- 리틀 베어 앤 더 마스터 (2008년)
- 라스트 씬 이터 (2007년)
- 나는 항상 네가 지난 여름에 한일을 알고 있다 (2006년)
- 캠퍼스 레전드 3 (2005년) - 코치 자코비 역
- 써스펙트 (2001년)
- 메이드 맨 (1999년)
- 라스트 리소트 (1998년)
- 닌자 키드 3 (1995년)
- 윈드 댄서 (1993년)
- 나 홀로 숲속에 (1992년)
- 스트레인저 온 마이 랜드 (1988, Stranger on My Land)
- 머나먼 여정 (1986년)
- 죽음의 밤 (1984년)
- 닌자 2 - 닌자의 복수 (1983년)
- 숲속의 방랑자 (1977년)
- 라스트 모히칸 (1977년)